# Idris krygeri
Idris krygeri är en stekelart som först beskrevs av Jean-Jacques Kieffer 1910.  Idris krygeri ingår i släktet Idris och familjen Scelionidae. Inga underarter finns listade i Catalogue of Life.